# Córrego do Gregório
O Córrego do Gregório é um rio brasileiro do estado de São Paulo. Nasce e corta o município de São Carlos, de leste para o oeste.
Sua nascente é na área rural, à leste da cidade de São Carlos, na fazenda Recanto Feliz em área de pastagem, e que fica a mais de 900 metros de altitude. No mesmo lugar também nascem o rio Monjolinho e o ribeirão dos Negros. Que são importantes cursos d'água do município. O Córrego do Gregório possui cinco afluentes, quatro pela margem direita, o Córrego Primeira Água perto da SP-310 antes do Córrego do Gregório atravessar a rodovia, córrego Sorregotti perto da Escola Educativa, córrego Lazarini próximo a rua Major Manuel Antonio de Matos, Córrego da Biquinha na rua Visconde de Inhaúma (canalizado), e um afluente pela margem esquerda o córrego Simeão na região do mercado (canalizado); e corre no sentido oeste numa extensão aproximada de 7 quilômetros, tendo seu desague no rio Monjolinho, perto do Shopping Iguatemi.
Foi importante no desenvolvimento urbano da cidade, pois corta todo o centro no sentido leste para oeste, e na realidade é uma sub-bacia de outra sub-bacia principal e maior, a sub-bacia do rio Monjolinho.

## História
O córrego era chamado, originalmente, de "águas de servidão". Posteriormente, foi batizado de Gregório em memória a um dos primeiros habitantes da região, um posseiro.
Em 1913, planejava-se transformar em lago um trecho do rio, localizado na atual praça do Mercado Municipal, sob a qual o rio, hoje, corre tamponado. À época, as águas do córrego formavam uma várzea no local.
Durante o século XX, grandes extensões das margens do córrego foram ocupadas por construções, sendo recorrentes inundações em alguns trechos.